# Стійкий галюциногенний розлад сприйняття

Стійкий галюциногенний розлад сприйняття (Hallucinogen persisting perception disorder (HPPD) — це непсихотичний розлад, при якому людина відчуває тривалі або постійні зорові галюцинації або спотворення сприйняття після попереднього вживання наркотиків. включаючи, але не обмежуючись, психоделіки, диссоціативи, ентактогени, тетрагідроканабінол (THC) і SSRI. Незважаючи на те, що його називають галюциногенним розладом, специфічним для галюциногенів, конкретна роль психоделічних препаратів невідома.
Галюцинації та зміни сприйняття включають (але не обмежені в цьому) візуальний сніг, сліди та залишкові зображення (палінопсія), світлові фрактали на плоских поверхнях, інтенсивні кольори, змінене сприйняття руху, парейдолію, мікропсію та макропсію. Люди, які ніколи раніше не приймали наркотики, також повідомили про деякі симптоми, пов'язані з цим розладом (наприклад, плаваючі предмети та видимий сніг).
HPPD — це діагноз DSM-5 з діагностичним кодом 292.89 (F16.983). Щоб поставити діагноз, необхідно виключити інші психологічні, психіатричні чи неврологічні захворювання, і це повинно спричиняти страждання у повсякденному житті. В МКБ-10 код діагнозу F16.7 найбільше відповідає клінічній картині. HPPD рідко розпізнається як серед споживачів галюциногенів, так і серед психіатрів, і часто неправильно діагностується як психоз, спричинений психоактивними речовинами.
Новіші дослідження розрізняють HPPD I та HPPD II. Вважається, що більш серйозні випадки, як показано в HPPD II, викликані вживанням психоделіків, а також супутніми психічними розладами. Деякі люди, які мають цей розлад, повідомляють, що у них з'явилися симптоми HPPD після першого вживання таких наркотиків (особливо ЛСД). Оскільки наразі недостатньо досліджень щодо HPPD, є мало інформації про ефективні методи лікування, його етіологію та зв'язок з іншими розладами, а також точний механізм.

## Історія
У 1898 році англійський лікар та інтелектуал Гейвлок Елліс повідомив про підвищену чутливість до того, що він описав як «більш тонкі прояви світла, тіні та кольору» протягом тривалого періоду часу після того, як він піддався впливу галюциногенного препарату мескаліну. Можливо, це був один із перших зареєстрованих симптомів того, що пізніше буде названо HPPD. Стійкий галюциногенний розлад сприйняття вперше був описаний у 1954 році з іншими спостереженнями, зробленими в ранніх психоделічних дослідженнях Горовіц. вперше ввів термін «флешбеки», маючи на увазі повторювані та спонтанні спотворення сприйняття та непрохані образи. Коли ці «флешбеки» повторюються, але без поточного гострого або хронічного вживання галюциногену, порушення називають HPPD. Горовіц класифікував також три типи візуальних спогадів: (а) спотворення сприйняття (наприклад, бачення ореолів навколо об'єктів); (b) посилені образи (наприклад, візуальні переживання як набагато яскравіші та домінуючі в думках); і (c) повторювані незапрошені зображення (наприклад, суб'єкти бачать об'єкти, яких немає). ЛСД-терапевт Станіслав Гроф відзначив феномен HPPD у своїй книзі «ЛСД-психотерапія» 1978 року, де зазначено, що «довго після того, як фармакологічний ефект препарату вщух, пацієнт все ще може повідомляти про аномалії у сприйнятті кольорів, розмитість зору, післяобрази, спонтанні образи, зміни в образі тіла, посилення слуху, дзвін у вухах або різні дивні фізичні відчуття».
HPPD було введено під діагнозом постгалюциногенного розладу сприйняття в 1987 році в рамках DSM-III-R. Згодом DSM-IV-TR визнав цей синдром розладом сприйняття, що постійно викликає галюциноген (флешбеки) (код 292.89) (15). Нейросенсорний дослідницький фонд був заснований пацієнтами з HPPD для сприяння дослідженню та обізнаності щодо захворювання. Згодом, у 2021 році, було засновано Perception Restoration Foundation, щоб підтримати зусилля з досліджень, підвищення обізнаності та зменшення шкоди. У 2022 році журналісти Psymposia та New York Magazine показали, що учасник знакових випробувань МДМА MAPS для ПТСР розвинув постпсиходелічні візуальні ефекти, подібні до HPPD. Субклінічні явища HPPD мали місце в інших умовах дослідження.

## Симптоми
Типові симптоми розладу включають: ореоли або аури навколо об'єктів, сліди за об'єктами в русі, труднощі з розрізненням кольорів, очевидні зміни відтінку певного предмета, ілюзія руху в статичному місці, візуальний сніг, спотворення розмірів сприйманого об'єкта, посилені гіпнагогічні та гіпнопомпічні галюцинації, монокулярне подвійне бачення, бачення надмірної кількості плаваючих елементів та ентопічний феномен синього поля. Зміни зору, які відчувають люди з HPPD, неоднорідні, і, здається, існують індивідуальні відмінності як у кількості, так і в інтенсивності симптомів.
Зорові відхилення можуть періодично виникати у здорових людей — наприклад, післяобрази після погляду на світло, помічені плаваючі елементи всередині ока, ентоптичне явище синього поля або бачення плям світла в затемненій кімнаті. Однак у людей з HPPD симптоми, як правило, гірші, ускладнення виникають через додаткові ролі, які відіграють тривога та фіксація. Дійсно, тривога була причетна до ефектів зорового сприйняття, подібних до HPPD, і автори визнали вирішальну роль уваги до основної тривоги та паніки у відновленні від розладу.
Деяка невизначеність існує щодо того, наскільки візуальний сніг є справжнім симптомом HPPD. Є люди, які ніколи не вживали наркотики, що можуть спричинити атаку, але вони все ж відчувають той самий візуальний зернистий ефект, про який повідомляють люди з HPPD. Це схоже на ситуацію з іншим нейрологічним розладом, відомим як синдром візуального снігу, який має багато схожих симптомів. Існує декілька можливих пояснень для цього, з яких найбільш очевидним є те, що вживання наркотиків може посилити інтенсивність візуального снігу. Окрім характерного симптому візуального снігу, існує великий перекриття у симптомах із іншими станами, такими як залишкові образи, палінопсія, шум у вухах, дисоціація та тривога вільного плавання, що спонукає деяких припускати, що HPPD має глибокий зв'язок із синдромом візуального снігу. Хоча синдром візуального снігу визначається як стан без відомої причини, і його характеристика відрізняється від HPPD, подальші дослідження можуть допомогти розкрити цю зв'язок. Зазвичай HPPD проявляється у візуальних симптомах, проте деякі галюциногенні та психіатричні препарати можуть впливати на слух і викликати подібні симптоми, такі як шум у вухах, як побічний ефект. Надалі ми маємо багато повідомлень про людей, які долучають шум у вухах до своїх симптомів HPPD.
Значна кількість тих, хто повідомляє про HPPD, також описує патологічні деперсоналізацію-дереалізацію та тривожні розлади. Тривога, посттравматичний стресовий розлад і паніка можуть сприяти деперсоналізації-дереалізації і розладам зору, і навпаки, тому ці особливості можуть мати різноспрямований зв'язок. Абрахам припустив, що всі три можуть виникнути внаслідок ширшого механізму розгальмування чуттєвого сприйняття, афекту та самовідчуття, викликаного психоделічним досвідом. Нерідко деперсоналізація-дереалізація є найбільш тривожним симптомом захворювання.
Відповідно до огляду 2016 року існує два теоретичних підтипи захворювання. HPPD типу 1 — це випадкові, короткі спогади людей. Тип 2 HPPD тягне за собою постійні зміни зору, які можуть відрізнятися за інтенсивністю. Однак ця модель піддавалася ретельній перевірці через те, що «флешбеки» часто розглядаються як окремий стан і не завжди є сприйнятливими.

## Причини
HPPD не пов'язаний з психозом через те, що люди, уражені розладом, можуть легко відрізнити свої порушення зору від реальності. Величезний перелік психоактивних речовин було ідентифіковано та пов'язано з розвитком цього стану, включаючи лізергаміди, такі як ЛСД та ЛСА, триптаміни, такі як псилоцибін та ДМТ, фенетиламіни, такі як 2C-B, MDMA, MDA та мескалін. Відомо, що диссоціанти, такі як кетамін і декстрометорфан, а також канабіс і синтетичні канабіноїди, шавлія дивінорум, дурман і ібога, також викликають HPPD. Таким чином, очевидно, що HPPD не пов'язаний строго з психоделічним споживанням, оскільки низка речовин, що викликають галюцинації, може бути пов'язана з його виникненням. Для деяких дозування та частота вживання цих речовин, здається, не мають значення для розвитку цього стану, оскільки в літературі є кілька повідомлень, у яких розлад діагностували після одноразового вживання. Це переконливо вказує на наявність генетичної схильності до цього захворювання. Також здається, що поєднання рекреаційних або медичних препаратів, які діють на рецептори 5HT2-a, таких як SSRI, різко підвищує шанси розвитку HPPD через взаємодію між ліками.
Точний патофізіологічний механізм, що лежить в основі HPPD, погано вивчений. Основна нейробіологічна гіпотеза полягає в тому, що постійні галюцинації є результатом хронічного розгальмування зорових процесорів і подальшої дисфункції центральної нервової системи після вживання галюциногенів. Хронічне розгальмування може виникнути внаслідок руйнування та/або дисфункції кіркових серотонінергічних гальмівних інтернейронів за участю гальмівного нейромедіатора, гамма-аміномасляної кислоти (ГАМК). Це зрештою може спричинити порушення нормальних неврологічних механізмів, які відповідають за фільтрацію непотрібних подразників у мозку. На макроскопічному рівні латеральне колінчасте ядро (LGN) таламуса, яке є важливим для візуальної обробки, також було залучено до патофізіології HPPD.
Інші дослідники припустили, що HPPD може бути пов'язаний із спричиненим ліками підвищенням нейропластичності — ефект, який також спостерігається для СІЗЗС. Зворотні ефекти нейропластичності можуть пояснити непідтверджені науково повідомлення про те, що люди лікували свої симптоми HPPD подальшим вживанням психоделічних наркотиків, тоді як інші повідомляють про значне погіршення своїх симптомів.
Які препарати найбільш схильні до розвитку HPPD, до кінця не відомо. Хоча ЛСД описується як головна причина HPPD, це може бути функцією історично високої відносної популярності ЛСД як рекреаційного психоделічного наркотику. Ефекти популярності можуть пояснити високу частку випадків, викликаних каннабісом. Недавній клінічний огляд не виявив суттєвої різниці в індукції субклінічних зорових феноменів між МДМА, ЛСД і псилоцибіном. Цікаво, що тривалі візуальні ефекти також виникали як ускладнення синдрому відміни бензодіазепінів.
Однак HPPD, який характеризується клінічним дистресом і порушенням, також формується під впливом психосоціальних факторів. Існують попередні докази того, що ті, у кого розвивається тривожний HPPD, мають більш високу тривожність або зазнали підвищення початкового рівня тривоги через, можливо, негативні психоделічні переживання. Підвищення рівня тривоги та тривожних реакцій на зорові та пов'язані з ним симптоми можуть спровокувати пряме підвищення інтенсивності симптомів і посилити дистрес, який визначає HPPD як клінічну одиницю. Серед тих, хто повідомляє про HPPD, спостерігаються певні основні переконання та автоматичні думки: страх перед пошкодженням мозку, «безкінечної подорожі», розвитку шизофренії або пов'язаного з нею розладу спектру психозу, більш загального занепокоєння щодо божевілля та деструктивних думок щодо втрата колишнього «я» або нова ідентичність, зосереджена на розбитості та відчуженні від інших. Будучи розладом, пов'язаним із вживанням наркотиків, HPPD є вразливим до інтерналізованої антинаркотичної стигматизації, зокрема навколо «флешбеків», які активно пропагувалися в заборонних кампаніях у 20 столітті.

## Лікування
Станом на січень 2022 року не існує офіційно визнаних ліків чи терапії HPPD, але тим, хто страждає на HPPD, наполегливо рекомендується припинити будь-яке вживання рекреаційних наркотиків. Поліпшення якості сну, зменшення тривоги, зменшення використання екрану, покращення якості дієти та регулярні фізичні вправи заохочуються як загальні зміни способу життя. Щоб зменшити фіксацію та моніторинг поведінки з візуальними симптомами, також можна заохочувати зосередження на зовнішніх завданнях.
Антипсихотики, такі як арипіпразол або рисперидон, призначені для лікування психічних розладів, таких як шизофренія, слід приймати лише після ретельної консультації з психіатром, який має досвід HPPD. Рівень успіху антипсихотичних засобів як методу лікування HPPD все ще обговорюється. У двох молодих чоловіків із HPPD та шизофренією як супутньою патологією відчули ремісію розладів зорового сприйняття під час 6-місячного спостереження під час лікування рисперидоном. У 2013 році було проведено тематичне дослідження, де пероральний рисперидон також був успішним для лікування HPPD. В інших випадках рисперидон не впливав на HPPD або мав парадоксальний ефект і призводив до постійного загострення симптомів.
- Ламотриджин, протисудомний засіб, є найпопулярнішим препаратом для лікування HPPD. У випадку 36-річного чоловіка з HPPD протягом 18 років комплексні розлади зорового сприйняття в основному зникли протягом 12 місяців після початку лікування ламотриджином. В іншому випадку у 33-річної жінки розвинувся HPPD після зловживання ЛСД протягом року у віці 18 років. Вона повідомила про залишкові зображення, сприйняття руху в периферичних полях зору, розмитість дрібних візерунків, ефект ореолу та макро- та мікропсію . Попереднє лікування антидепресантами та рисперидоном не полегшило ці симптоми. Після початку медикаментозної терапії ламотриджином ці складні порушення зору майже повністю зникли. Є також багато анекдотичних повідомлень про те, що ламотриджин полегшує деякі симптоми. Ламотриджин вважається можливим варіантом лікування HPPD. Ламотриджин, як правило, добре переноситься з відносною відсутністю побічних ефектів[45].
- Клонідин, антигіпертензивний засіб, який пілотне дослідження восьми пацієнтів припустило, що може допомогти значно полегшити «спогади, пов'язані з ЛСД»[46].
- У дослідженні двох суб'єктів із індукованим синтетичним канабісом HPPD симптоми значно покращилися при лікуванні клоназепамом[47]. У дослідженні 2003 року 16 осіб із ЛСД-індукованим HPPD повідомили про значне полегшення та наявність лише легкої симптоматики під час прийому клоназепаму. Як і у випадку з ламотриджином, є багато анекдотичних повідомлень про те, що клоназепам значно зменшує симптоми при дозах >1,5 мг[48].
- Інші медичні препарати, які люди повідомляли про деяке зменшення симптомів, це протисудомні засоби габапентин, леветирацетам і вальпроєва кислота.

Повідомлений випадок 2022 року вказав на перспективність терапії стимуляцією мозку для пацієнта, який давно має HPPD.
Поза використанням ліків, відновлення від HPPD як клінічного стану, який супроводжується дистресом і порушенням, може відбуватися завдяки психологічним і соціальним підходам. Повідомлення про випадки психотерапії HPPD свідчать про те, що зниження рівня тривоги, розслаблення м'язів і переосмислення візуальних явищ через особисту дестигматизацію та нормалізацію може бути корисним.
Деякі автори вважають, що HPPD краще розглядати як розлад із специфічними соматичними симптомами, а не як розлад, головним чином пов'язаний із вживанням галюциногенів. Когнітивно-поведінкова терапія показала обіцяні результати у лікуванні розладів соматичних симптомів та супутнього дистресу, спричиненого шумом у вухах. КПТ також виявила потенціал для лікування розладу деперсоналізації-дереалізації, який часто виникає як супутнє явище HPPD і, схоже, супроводжується багатьма тими ж поглядами на негативні наслідки.
The Perception Restoration Foundation публікує Довідник спеціалістів, в якому наведені фахівці з попереднім або відповідним досвідом у наданні допомоги людям, які мають HPPD.

## Поширеність
У дослідженні 2010 року серед споживачів психоделічних засобів 23,9 % повідомили про постійні HPPD-подібні ефекти, хоча лише 4,2 % розглядали звернення за лікуванням через тяжкість. У подвійному сліпому плацебо-контрольованому дослідженні 2022 року 142 суб'єкти отримували ЛСД, псилоцибін або те й інше, не повідомили про випадки HPPD, і до 9,2 % суб'єктів мали спогади, які були «минущими, здебільшого сприймалися як доброякісні та не погіршили повсякденне життя».

## Суспільство і культура
У другому епізоді першого сезону серіалу 2014 року «Справжній детектив» («Seeing Things») основний персонаж Растін Коул (Меттью МакКонахі) зображений із симптомами, схожими на HPPD, наприклад світловими маркерами в результаті «неврологічного пошкодження» від вживання психоактивних речовин.
Американський журналіст Ендрю Каллаган, колишній ведучий інтернет-серіалу All Gas No Brakes і нинішній ведучий Channel 5, розповів під час інтерв'ю Vice News у 2021 році, що відчуває симптоми HPPD в результаті вживання псилоцибіну в молодому віці. Описуючи свої симптоми, він зазначив, що він відчуває постійний зоровий сніг і палінопсію.
Американський ютубер і музикант Метт Уотсон, відомий тим, що є співведучим каналу Youtube з понад 1 мільйоном передплатників, відомого як SuperMega, розповів в подкаст-інтерв'ю bbno$, що заразився HPPD в результаті вживання ЛСД у віці 22 років. Він заявив, що відчуває декілька постійних плаваючих часток у зорі, постійну візуальну «статичність» та різні інші симптоми, пов'язані з HPPD.